# Малаховский, Станислав Александр
Граф Станислав Александр Малаховский (1770—1849) — польский аристократ, ротмистр Национальной кавалерии, полковник, бригадный генерал армии Герцогства Варшавского, сенатор-воевода Царства Польского, масон.

## Биография
Представитель польского дворянского рода Малаховских герба «Наленч». Младший сын воеводы ленчицкого и серадзского Николая Малаховского (1730—1784) от брака с Марианной Евой Менцинской. Старший брат — сенатор-воевода Царства Польского, граф Ян Непомуцен Малаховский.
Учился в Ягеллонском университете в Кракове. При Станиславе Августе Понятовском находился на дипломатической службе. В 1790-1791 годах входил в состав польского посольства под руководством Петра Франтишека Потоцкого в Стамбуле. В 1792 году принял участие в русско-польской войне. В 1807 году после создания Наполеоном Герцогства Варшавского Станислав Малаховский за собственные средства собрал кирасирский полк и стал его командиром в чине полковника. Был награждён польским орденом воинской доблести. В 1809 году участвовал в польско-австрийской войне, в 1812 году принимал участие в московской кампании Наполеона Бонапарта. Попал в русский плен.
11 августа 1831 года Станислав Александр Малаховский был назначен сенатором-воеводой Царства Польского. Во время Ноябрьского восстания в Польше был региментарием воеводств на левом берегу Вислы.
Был автором мемуаров.

## Семья
В 1793 году женился на Анне Марии Стадницкой (ок. 1772—1852), от брака с которой имел трёх сыновей и двух дочерей:
- Генрик Ксаверий Малаховский (1794—1864), участник Ноябрьского восстания (1830—1831)
- Каролина Станислава Казимира Малаховская (1796—1822), муж с 1817 года граф Людвик Михаил Пац (1778—1835)
- Густав Малаховский (1797—1835), участник Ноябрьского восстания
- Юлий Малаховский (1801—1831), участник Ноябрьского восстания (1830—1831)
- Габриела Малаховская (1800—1862), муж с 1829 года граф Ян Богдан Тарновский (1805—1850).